# Heerlijkheid Tessenberg
De heerlijkheid Tessenberg was een heerlijkheid dat als condominium binnen het Zwitserse Eedgenootschap bestuurd werd door het kanton Bern en het prinsbisdom Bazel.

## Geschiedenis
Het gebied van de heerlijkheid Tessenberg was al in de Romeinse oudheid bewoond. De Vy d'Etra, een Gallo-Romeinse weg, liep over het Plateau van Diesse, dat ongeveer samenvalt met Tessenberg. Dit plateau is een geologische formatie, niet te verwarren met de gemeente Plateau de Diesse die er slechts een klein deel van beslaat. De Vy d'Etra maakte deel uit van de verbinding tussen Eburodunum en Vindonissa (Yverdon-les-Bains en Windisch).

## Heerlijkheid
De heerlijkheid ontstond, toen het plateau in de twaalfde eeuw onderdeel was van het  graafschap Neuchatel. Later kwam het hertogdom onder gezamenlijk bestuur van de graven van Neuchatel-Nidau en het prinsbisdom Bazel. De stad Biel was  voornamelijk verantwoordelijk voor juridische en militaire aangelegenheden. Religieuze zaken werden geregeld door de stad Bern, die deze taak vanaf de zestiende eeuw door de burgemeester van Nidau liet waarnemen. Lange tijd was het plateau slecht toegankelijk en dus maatschappelijk geïsoleerd. Daardoor kreeg de Reformatie, die in 1530 in het kanton Bern voet aan de grond kreeg, hier weinig aanhang. Pas na 1550 ging Tessenberg door druk vanuit Bern over op het nieuwe geloof.
In het midden van de zestiende eeuw had de bevolking van het plateau zwaar te lijden onder een pestepidemie.

### Vanaf de Franse tijd
Na de Franse Revolutie werd het heerlijkheid in 1797 door Franse troepen bezet en werd het gebied onderdeel van het departement Mont-Terrible. In 1800 werd het gebied samengevoegd met departement Haut-Rhin. Door de besluiten van het Congres van Wenen kwam na de Franse tijd het grootste deel terug bij het district Erlach in het  kanton Bern. In 1846 ging het district op in het nieuwe district La Neuveville